# Бовоар (Манш)
Бовоар (фр. Beauvoir) насеље је и општина у северној Француској у региону Доња Нормандија, у департману Манш која припада префектури Авранш.
По подацима из 2011. године у општини је живело 426 становника, а густина насељености је износила 29,81 становника/km². Општина се простире на површини од 6,73 km². Налази се на средњој надморској висини од метара (максималној 40 m, а минималној 5 m).

## Демографија
| 1962. | 1968. | 1975. | 1982. | 1990. | 1999. | 2011. |
| ----- | ----- | ----- | ----- | ----- | ----- | ----- |
| 264   | 293   | 254   | 222   | 145   | 153   | 426   |

График промене броја становника у току последњих година